# Eraldo Paiva
Eraldo Daniel de Paiva (São Gonçalo do Amarante, 8 de janeiro de 1977), mais conhecido como Eraldo Paiva é um político brasileiro, filiado ao Partido dos Trabalhadores (PT). Oriundo dos movimentos populares ligados à Igreja Católica, foi prefeito de São Gonçalo do Amarante de 2022 a 2024 e exerceu dois mandatos enquanto vereador do município.

## Carreira

### Início da vida política
A trajetória política de Eraldo começou aos 14 anos, na década de 90, quando se envolveu em movimentos populares da Igreja Católica, como a Pastoral da Juventude do Meio Popular, além de participar de grupos de teatro locais. Antes de se dedicar integralmente à política, trabalhou como agente de saúde na prefeitura municipal.

### Presidente do diretório estadual do Partido dos Trabalhadores
Eraldo foi vereador de São Gonçalo do Amarante de 2009 a 2016, período em que também exerceu a presidência estadual do Partido dos Trabalhadores no Rio Grande do Norte. Durante sua presidência, enfrentou conflitos internos, especialmente com a deputada federal Fátima Bezerra, que contestou sua reeleição à presidência do PT estadual.
Fátima argumentou que a eleição ainda não estava definida devido a recursos pendentes a serem julgados pelas direções estadual e nacional do partido. Ela apoiou a candidatura de Olavo Ataíde, alegando irregularidades na composição dos membros que julgaram os recursos sobre a validação de votos no Processo de Eleições Diretas (PED). Após a anulação de votos de diversos municípios, Olavo foi derrotado por Eraldo por uma margem de 1.885 a 1.813 votos. Fátima Bezerra insistiu que Olavo deveria ser proclamado presidente, mantendo a disputa aberta e levando a questão a reuniões subsequentes para discussão de possíveis recursos.

### Prefeito de São Gonçalo do Amarante
Em 2017, assumiu a vice-prefeitura de São Gonçalo do Amarante, sendo eleito para dois mandatos consecutivos na chapa encabeçada por Paulo Emídio de Medeiros (Paulinho).
Em 10 de maio de 2022, foi empossado como prefeito municipal após a morte do então prefeito, vítima de câncer. A gestão de Paiva teve feitos como a inauguração do Centro Especializado em Reabilitação (CER III) em 1º de agosto de 2022, fruto de uma emenda da Senadora Zenaide Maia. O CER oferece diagnóstico, tratamento e adaptação em três modalidades de reabilitação: auditiva, física e intelectual, voltado para o cuidado de pessoas com deficiência.
Entre outros projetos importantes estão o Hub dos Correios, a construção da Ponte dos Santos Mártires e a relicitação do Aeroporto de São Gonçalo, que atualmente está sendo administrada pela Zurich Airport.

### Absolvição de acusação sobre intimidação de servidores municipais
Em 31 de outubro de 2022, o Ministério Público Eleitoral (MPE) ingressou com uma ação contra o prefeito de São Gonçalo do Amarante. Segundo o MPE, Eraldo Daniel de Paiva (PT) teria intimidado os servidores municipais a votarem em seus candidatos durante a eleição de 2022. A denúncia teve como base vídeos e depoimentos que sugeriam um discurso intimidatório por parte do prefeito contra os servidores. O MPE também apontou que secretários municipais foram supostamente forçados a realizar reuniões em horário de trabalho para pedir votos para os candidatos apoiados por Paiva.
Contudo, em 14 de fevereiro de 2023, o Tribunal Regional Eleitoral (TRE) decidiu, de forma unânime, pela absolvição de Eraldo, concluindo que o Prefeito não se utilizou do cargo de maneira inadequada ou abusiva. A fundamentação para essa decisão se deu ao considerar que as exonerações dos cargos comissionados estavam ligadas à transição de gestão, uma vez que Paiva assumiu a prefeitura após a morte do ex-prefeito Paulo Emídio de Medeiros.
O relatório apresentado durante a sessão destacou que “os atos de exoneração se deram em um contexto previsível de movimentação decorrente da chegada de um novo gestor” e enfatizou que não houve comprovação de coação ou desvio de finalidade nos atos do prefeito. Nesse contexto, foi apresentado um parecer da Procuradoria Regional Eleitoral, acatado pelo TRE, que considerou como comuns e previsíveis as mudanças, remanejamentos e novas contratações em cargos comissionados durante a transição de gestores, não identificando irregularidades que configurariam abuso de poder.

### Candidatura a prefeito nas eleições 2024
Eraldo concorreu à reeleição nas Eleições Municipais de 2024 pelo Partido dos Trabalhadores (PT), mas foi superado por Jaime Calado, ex-prefeito da cidade e candidato pelo PSD, que obteve 31.917 votos, representando 53,14% dos votos válidos. Eraldo conquistou 23.205 votos, o que equivale a 38,64%. Gabi Trajano, candidata pelo AVANTE, ficou em terceiro lugar, com 4.939 votos, correspondendo a 8,22% dos votos válidos.
A campanha foi marcada por tensões, com trocas de acusações entre os principais candidatos e desafios jurídicos ao longo do processo. Jaime Calado foi condenado pela Justiça Eleitoral a pagar R$ 60 mil em multas por seis infrações relacionadas ao impulsionamento de ataques contra Eraldo Paiva, durante a campanha eleitoral. As ações, movidas pela equipe jurídica de Paiva, destacaram o uso de redes sociais para promover conteúdo difamatório. Ao todo, Calado acumula oito condenações por estratégias de comunicação que visavam desgastar a imagem de Eraldo diante dos eleitores.
Jaime, por sua vez, acusou Paiva de adotar medidas truculentas para dificultar a campanha dele. Calado solicitou ao Tribunal Regional Eleitoral o envio de tropas federais para garantir a segurança local, utilizando como justificativa o atentado sofrido por Berg Guajá, cabo eleitoral baleado, que sobreviveu e gravou um vídeo afirmando que a motivação do ataque foi política.
Nesse contexto, a vereadora de São Gonçalo e ex-esposa de Berg Guajá, Márcia Soares, acusou Jaime Calado de violência política por sugerir que ela foi mandante de um atentado contra seu ex-marido. Márcia repudiou a acusação, chamando-a de "politicagem", e mencionou ter sofrido violência doméstica no passado, por parte de Guajá. Jaime pediu investigação rigorosa, enquanto Márcia buscou apoio da senadora Zenaide Maia.
Mesmo após uma gestão que buscou consolidar o apoio local, Eraldo não conseguiu superar a candidatura de Calado, que retornou à política municipal após ter exercido o cargo de Secretário Estadual de Desenvolvimento Econômico.

## Vida pessoal
Casado com Heide Bezerra e pai de dois filhos, é descendente de pais agricultores, Teodósio Henrique de Paiva e Maria Ester de Paiva, Eraldo é o filho mais novo de uma família de 10 irmãos.

## Desempenho em eleições
| Ano  | Eleição                              | Coligação                                                                  | Partido | Candidato a       | Votos  | %     | Resultado        |
| ---- | ------------------------------------ | -------------------------------------------------------------------------- | ------- | ----------------- | ------ | ----- | ---------------- |
| 2000 | Municipal de São Gonçalo do Amarante | Sem coligação                                                              | PT      | Vereador          | 96     | 0,26  | Não Eleito       |
| 2008 | Municipal de São Gonçalo do Amarante | PR, PT e PRB                                                               | PT      | Vereador          | 999    | 2,18  | Eleito por Média |
| 2012 | Municipal de São Gonçalo do Amarante | PT e PDT                                                                   | PT      | Vereador          | 1.428  | 2,87  | Eleito           |
| 2014 | Estadual no Rio Grande do Norte      | PSD, PT, PC DO B, PT DO B, PP e PEN                                        | PT      | Deputado Federal  | 17.450 | 1,20  | Não Eleito       |
| 2016 | Municipal de São Gonçalo do Amarante | PRB, PT, PTN, PTC, PROS, PRP, PMB, PSDC, PT DO B, PR e PV                  | PT      | Vice-prefeito     | 23.554 | 46,43 | Eleito           |
| 2018 | Estadual no Rio Grande do Norte      | PT, PC DO B e PHS                                                          | PT      | Deputado Estadual | 8.990  | 0,59  | Não Eleito       |
| 2020 | Municipal de São Gonçalo do Amarante | PROS, MDB, PL, PT, DEM e PMN                                               | PT      | Vice-prefeito     | 31.514 | 59,40 | Eleito           |
| 2024 | Municipal de São Gonçalo do Amarante | REPUBLICANOS, MDB e Federação BRASIL DA ESPERANÇA - FE BRASIL(PT/PCdoB/PV) | PT      | Prefeito          | 23.205 | 38,64 | Não eleito       |